# Concessie Noord-Holland Noord
Het concessiegebied openbaar vervoer Noord-Holland Noord omvat de volgende gemeenten:
| - Alkmaar - Bergen - Castricum - Den Helder - Dijk en Waard - Drechterland - Enkhuizen - Heiloo | - Hollands Kroon - Hoorn - Koggenland - Medemblik - Opmeer - Schagen - Stede Broec - Texel |

Daarnaast zijn er uitlopers naar Purmerend en Lelystad. Vanaf 14 december 2008 is de stadsdienst van Alkmaar ook inbegrepen in deze concessie.
Vanuit andere concessies rijden ook buslijnen in het concessiegebied Noord-Holland-Noord. Het gaat dan om lijn 79 uit de concessie Haarlem-IJmond naar Castricum, lijn 350 uit de concessie Noord- en Zuidwest-Fryslân en Schiermonnikoog naar Alkmaar en lijnen 305, 314, 376, 416, 614 en N14 uit de concessie Waterland naar De Rijp of Hoorn.
Opdrachtgever van de concessie Noord-Holland Noord (NHN) is de provincie Noord-Holland. Zij schrijft een Programma van Eisen, en op basis van dit programma doet elke vervoerder een bod. De vervoerder in deze concessie is Connexxion, onder de merknaam Overal. De provincie Noord-Holland is overigens ook opdrachtgever van de concessies Haarlem-IJmond en Gooi en Vechtstreek.

## Programma van Eisen
In het Programma van Eisen (PvE) staan de eisen die de opdrachtgever (in dit geval de Provincie Noord-Holland) aan de vervoerder stelt. De vervoer mag ook zelf aanvullingen daarop doen. Onderaan deze pagina staat een link naar het officiële PvE.

## Vervoerder
De huidige vervoerder in dit gebied is Connexxion. De ingang van de vorige concessie was 14 december 2008, en liep tot en met 21 juli 2018. De huidige concessie loopt van 22 juli 2018 tot en met 1 juli 2028.
Bij de aanbesteding 2002 waren naast Connexxion ook andere vervoerders die mee boden op deze concessie, het betreft Arriva en BBA. Connexxion deed het meest aantrekkelijke bod voor de provincie. Aan de aanbesteding 2008 deden Connexxion en Arriva mee. Connexxion won deze aanbesteding met ruim 20% meer vervoersaanbod dan voorheen. Voor 2018 deden Connexxion, Arriva, EBS en Syntus mee, Connexxion won wederom deze aanbesteding.
Het bedrijf Connexxion opereert in het overgrote deel van Noord-Holland (naast EBS (Waterland) en GVB (Amsterdam)), daarnaast rijdt Connexxion nog in vele andere concessiegebieden van Nederland, al dan niet onder de naam Breng, Hermes of OV Regio IJsselmond. In Noord-Holland Noord was in de periode 2007-2008 te merken dat de oudere bussen vaak naar NHN gestuurd worden, omdat de lagevloereis hier nog niet van toepassing was. Met ingang van de concessie 2008-2018 was deze eis wel van kracht. Incidenteel rijden er nog oudere bussen in de concessie Noord-Holland-Noord om materieeltekorten op te lossen.

### Verleden
Vervoerders die voorheen in dit concessiegebied hebben gereden zijn onder andere NZH, AOT (Texel), AODH (Den Helder) en NACO; voor de oorlog bijvoorbeeld de WACO (West-Friesland en Waterland).

## Busmaterieel concessie 2002-2008
Het busmaterieel bestond in de periode 2002-2008 voornamelijk uit hoogvloerig en gedateerd materieel. Hieronder een overzichtje:
Mercedes-Benz Citaro G
De gelede Citaro's werden voornamelijk ingezet op de lijnen 160/162 (Heerhugowaard - Alkmaar - Bergen). Dit zijn de enige lagevloerbussen die de concessie in de periode 2002-2008 telde. De bussen waren niet voorzien van dynamische reisinformatie onderweg, omdat deze van een wat ouder type waren dan de moderne types van Connexxion. Ze zijn 18 meter lang en het bouwjaar is 2003. Ze hebben 50 zit- en 78 staanplaatsen. Connexxion zette ongeveer 10 van deze bussen in. Inmiddels zijn een aantal van deze bussen naar een andere concessie verhuisd. Sinds begin 2015 rijdt er in de omgeving van Alkmaar ook een gelede bus van TexelHopper, die als bus van Connexxion wordt ingezet.
Berkhof Premier
De Premier van Berkhof was in de periode 2002-2008 het meest gangbare type bus in de concessie Noord-Holland Noord. Vrijwel elke streeklijn werd met dit type gereden en een groot deel van de stadsdienst van Hoorn ook. De Premiers zijn hogevloerbussen, waardoor gehandicapten en mensen met kinderwagens niet makkelijk de bus in konden komen. De bussen waren gebouwd in 2000 en per bus waren er 41 zit- en 37 staanplaatsen. De bussen zijn niet voorzien van dynamische reisinformatie voor onderweg, omdat Connexxion dat in die tijd simpelweg nog niet liet inbouwen en het geen eis was van de opdrachtgever. Connexxion gebruikte zo'n 50 stuks in dit gebied. Niet bekend is waar deze bussen na afloop van de concessie naartoe gegaan zijn.
Den Oudsten Alliance
De Den Oudsten Alliance werd met name ingezet op streeklijnen in de omgeving van Hoorn en Den Helder, maar kwam ook regelmatig voor in Alkmaar. Het zijn hogevloerbussen met bouwjaar 1999. Deze bussen zijn een van de meest succesvolle types in Nederland en werden op vele plaatsen in Nederland ingezet. Door het ingaan van veel nieuwe concessies zijn er in 2008 en 2009 veel van deze bussen verdwenen. Door de hoge vloer is het lastig voor gehandicapten en mensen met kinderwagens om deze bus in te komen. Verder zijn de bussen niet voorzien van dynamische reisinformatie op enkele uitzonderingen na. Er zijn in deze bus 41 zit- en 39 staanplaatsen. Connexxion gebruikte ongeveer 20 stuks van dit type in Noord-Holland-Noord.
Spitsbussen
Er waren in 2002-2008 verschillende bussen die ook worden ingezet op de spitsritten. Deze behoorden dus niet tot het standaard wagenpark van de betreffende garage. De wagens die alleen werden ingezet op spitsdiensten waren vrijwel allemaal van Connexxion Tours. Het betreft de volgende type bussen:
- Mercedes-Benz O408
- Berkhof Duvedec
- Den Oudsten B88

Deze bussen waren ook regelmatig op normale (streek-)lijnen te zien als er een bus uit het "standaard" wagenpark defect is, al voldeden ze niet aan de daarvoor geldende eisen.

## Busconcessie 2008-2016
Deze concessie is in 2008 weer aanbesteed en de uitkomst hiervan was dat Connexxion mag blijven rijden in dit gebied. De concessies Stadsdienst Alkmaar en Noord-Holland Noord met elkaar zijn geïntegreerd tot één concessie: Noord-Holland Noord. Connexxion mag rijden tot en met juli 2016. Op het 'platteland' zijn enkele lijnen verdwenen of uitgedund. Opvallende verdwenen lijnen zijn lijn 44 (van Medemblik via Onderdijk, Wervershoof, Westwoud naar Hoorn) en lijn 158 van Wieringen naar station Anna Paulowna. Een fors uitgedunde lijn is bijvoorbeeld de lijn over de dijk naar Lelystad, waar alleen een scholierenlijn met 1 rit per dag per richting gebleven is. Ook is er veel commotie geweest over de busbediening van de Beemster. Maar er zijn ook nieuwe streekbuslijnen gekomen, zoals nieuwe Niedorp-Schagen en Venhuizen-Hoogkarspel-Lutjebroek-Grootebroek-Bovenkarspel-Enkhuizen. Daarnaast rijden er nu meer buurtbussen in de regio Schagen.
In Alkmaar is het stadsvervoer uitgebreid, en ook Alkmaar-Heerhugowaard is verbeterd. In het totaal genomen is het vervoersaanbod met ruim 20% toegenomen.
In 2014 werd bekend dat de concessie werd verlengd met 2 jaar tot juli 2018.

### Concepten
Er zijn twee nieuwe concepten uitgerold in Noord-Holland Noord:
Maxx Alkmaar
Het eerste concept is Maxx Alkmaar. Onder Maxx Alkmaar gaan de Alkmaarse stadsbussen vallen. De stadslijnen die er waren (10, 11, 12, 20, 21, 22, 25, 26) zijn qua route herverdeeld en zijn genummerd in de orde van 1, 2, 3 etc. Het lijnennet en de frequenties zijn uitgebreid. Verder zijn de stadsbussen (Ambassadors) vervangen door gloednieuwe exemplaren van het type Mercedes-Benz Citaro vergelijkbaar met de bussen van hetzelfde type welke sinds december 2007 op het Schiphol Sternet rijden. In- en uitstappen wordt in deze bussen heel gemakkelijk gemaakt door een volledig lage vloer. Er zijn wel problemen geweest met mensen met rollators die door het smallere gangpad niet meer tussen de stoelen door konden. Tot slot beschikken deze bussen over dynamische reisinformatie in de bus en is er een duidelijk bestemmingsdisplay aan de voorkant van de bus bestaand uit leds. De nieuwe Citaro´s werden sinds 13 oktober 2008 ingezet op het toenmalige Alkmaarse stadsdienst. Het concept MAXX wordt door Connexxion ook al toegepast in de steden Almere, Leeuwarden en Zwolle.
Regio Net (R-Net)
Een aantal jaar geleden werd lijn 160 van Alkmaar naar Heerhugowaard gereden door gelede Mercedes-Benz Citaro bussen, de bussen waren van R-Net. R-Net is in Noord-Holland onderdeel van Conexxion en EBS. De bussen zijn te vergelijken met de bussen van Zuidtangent die voorheen op deze lijn reden. Tegenwoordig rijden er Connexxion bussen op dit traject.

### Lagevloermaterieel
Het gehele wagenpark van Noord-Holland Noord is laagvloerig geworden, met uitzondering van enkele reservebussen die ingezet worden bij materieeltekort. Om dit te bewerkstelligen zijn er bussen uit andere gebieden gehaald. In dit geval gebieden waarvan de opdrachtgever het BRU of de provincie Utrecht was, omdat daar nieuwe bussen zijn gekomen op kosten van BRU/ provincie. Uit de nog vrij recente bussen die daar reden is een selectie gemaakt voor Noord-Holland Noord. Op de streeklijnen rijden Ambassadors, en wel die gebruikt werden voor twee dochterondernemingen van Connexxion:
- Stadsvervoer Nederland. De Ambassadors 5101-5131 uit de omgeving van Amersfoort, Veenendaal, Wageningen en Hilversum. De bussen zijn voorzien van een lage vloer, dynamische reisinformatie en het bouwjaar is 2004.
- Hermes. De Ambassadors 1836-1839, 1854-1860 uit de omgeving van Utrecht en Gouda. De bussen zijn voorzien van dynamische reisinformatie en het bouwjaar is 2005. De 1854 is in 2016 betrokken geraakt bij een ongeval in Hoorn en daarna afgevoerd.
- Daarnaast zijn voor de minder drukke streeklijnen en de stadslijnen in Schagen en Enkhuizen 'Fryskers' (ProCity's) naar Noord-Holland-Noord gehaald. Deze zijn sinds 13 december 2014 allemaal vervangen door Ambassadors uit de 8500/8600 serie die uit de verloren concessie Duin-/Bollenstreek zijn gekomen.

Opvallend is dus dat de bestaande lagevloerbussen uit de garage Alkmaar niet in Noord-Holland-Noord gehandhaafd zijn (Berkhof standaard nrs. 8200-8208; Berkhof midi nrs. 8225-8232; en de gelede bussen Mercedes nrs. 9100-9111 uit Alkmaar en de 9112 uit Den Helder). Met een bouwjaar 2003 en een euro-3-norm hadden deze in de streekdienst nog een aantal jaren kunnen blijven rijden na een revisie (dynamische reisinformatie en leds).
In januari 2017 kwamen twee VDL Berkhof Ambassador-bussen uit de Provincie Utrecht, waar Syntus sinds 11 december 2016 het openbaar vervoer verzorgt, in dienst. Het betreft de 4153 en 4170. Plaatsvervangende bussen voor twee bussen die uitgebrand zijn.
In januari 2018 kwam er één VDL Berkhof Ambassador-bus uit de stads- en streekvervoer Almere, waar Keolis Nederland sinds 10 december het openbaar vervoer verzorgt, in dienst. Het betreft de 4213. Niet veel later volgde ook de 4215 die voorheen in Zeeland reed.